# Nazionale maschile di pallamano della Germania
La nazionale di pallamano maschile della Germania è la rappresentativa pallamanistica maschile della Germania ed è posta sotto l'egida della Federazione di pallamano della Germania (Deutscher Handballbund) e rappresenta il paese nelle varie competizioni ufficiali o amichevoli riservate a squadre nazionali.
Si tratta di una delle nazionali principali al mondo in questo sport. Nel suo palmarès vanta un oro e due argenti olimpici, tre titoli mondiali e un titolo europeo.

## Palmarès

### Olimpiadi
- (1936)
- (1980, 2004, 2024)
- (2016)

### Mondiali
- (1938, 1978, 2007)
- (1954, 2003)
- (1958)

### Europei
- (2004), (2016)
- (2002)
- (1998)

### Competizioni principali
- 1936:  Campioni
- 1972: 6º posto
- 1976: 4º posto
- 1980: non qualificata
- 1984:  2º posto
- 1988: non qualificata
- 1992: 10º posto
- 1996: 7º posto
- 2000: 5º posto
- 2004:  2º posto
- 2008: 9º posto
- 2012: non qualificata
- 2016:  3º posto
- 2020: 6º posto
- 2024:  2º posto

- 1938:  Campioni
- 1954:  2º posto
- 1958:  3º posto
- 1961: 4º posto
- 1964: 4º posto
- 1967: 6º posto
- 1970: 5º posto
- 1974: 9º posto
- 1978:  Campioni
- 1982: 7º posto
- 1986: 7º posto
- 1990: non qualificata
- 1993: 6º posto
- 1995: 4º posto
- 1997: non qualificata
- 1999: 5º posto
- 2001: 8º posto
- 2003:  2º posto
- 2005: 9º posto
- 2007:  Campioni
- 2009: 5º posto
- 2011: 11º posto
- 2013: 5º posto
- 2015: 7º posto
- 2017: 9º posto
- 2019: 4º posto
- 2021: 12º posto
- 2023: 5º posto
- 2025: 6º posto

- 1994: 9º posto
- 1996: 8º posto
- 1998:  3º posto
- 2000: 9º posto
- 2002:  2º posto
- 2004:  Campioni
- 2006: 5º posto
- 2008: 4º posto
- 2010: 10º posto
- 2012: 7º posto
- 2014: non qualificata
- 2016:  Campioni
- 2018: 9º posto
- 2020: 5º posto
- 2022: 7º posto
- 2024: 4º posto